# (746) Марлу
(746) Марлу (лат. Marlu) — астероид внешней части главного пояса, который принадлежит к тёмному спектральному классу P. Он был открыт 1 марта 1913 года немецким астрономом Францем Кайзером в обсерватории Хайдельберг и назван в честь дочери первооткрывателя Мари-Луизы Кайзер.

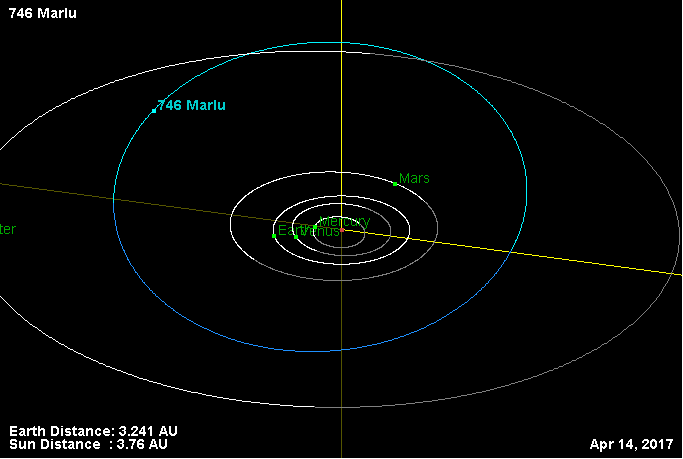
Орбита астероида Марлу и его положение в Солнечной системе